# Cédric El-Idrissi
Cédric El-Idrissi (* 24. März 1977) ist ein ehemaliger Schweizer Leichtathlet. Seine Spezialdisziplin war der 400-Meter-Hürdenlauf. Er ist dreifacher Schweizer Meister und mehrfacher Teilnehmer an internationalen Meisterschaften.
El-Idrissi startete für den ST Bern und wurde trainiert von Peter Haas. Am 2. Juli 2007 gab El-Idrissi nach mehreren Verletzungen seinen Rücktritt vom Spitzensport bekannt. Von Beruf ist er Wirtschafts- und Sozialwissenschaftler, zudem arbeitet er als Kommentator für das Schweizer Sportfernsehen. Seit September 2024 ist El-Idrissi CEO der Kägi Söhne AG (Hersteller von Kägi fret).
Cédric ist der jüngere Bruder des ehemaligen Stabhochspringers Dany El-Idrissi.

## Erfolge
- 1998: Schweizer Meister 400 Meter Hürden
- 2003: Schweizer Meister 400 Meter Hürden, Teilnehmer Leichtathletik-Weltmeisterschaften 400 Meter Hürden
- 2004: Schweizer Meister 400 Meter Hürden; Teilnehmer Olympische Spiele 2004 400 Meter Hürden; 4. Rang Leichtathletik-Hallenweltmeisterschaften als Mitglied der Schweizer 4 × 400 m Staffel
- 2005: 8. Rang Universiade 400 Meter Hürden

## Persönliche Bestleistungen
- 400-Meter-Hürdenlauf: 49,10 s, 6. Juli 2003 in Frauenfeld (Platz 3 ewige Schweizer-Bestenliste)
- 300-Meter-Hürdenlauf: 35,55 s, 2003, Schweizer Rekord (keine olympische Distanz)
- 400-Meter-Lauf: 46,45 s, 2003